# Puig de la Miranda
Puig de la Miranda är en bergstopp i Spanien.   Den ligger i provinsen Província de Girona och regionen Katalonien, i den östra delen av landet, 500 km öster om huvudstaden Madrid. Toppen på Puig de la Miranda är 887 meter över havet.
Terrängen runt Puig de la Miranda är huvudsakligen kuperad, men söderut är den bergig. Terrängen runt Puig de la Miranda sluttar österut.Runt Puig de la Miranda är det ganska glesbefolkat, med 39 invånare per kvadratkilometer. Närmaste större samhälle är Olot, 6,8 km öster om Puig de la Miranda. I omgivningarna runt Puig de la Miranda växer i huvudsak blandskog.